# Yakima

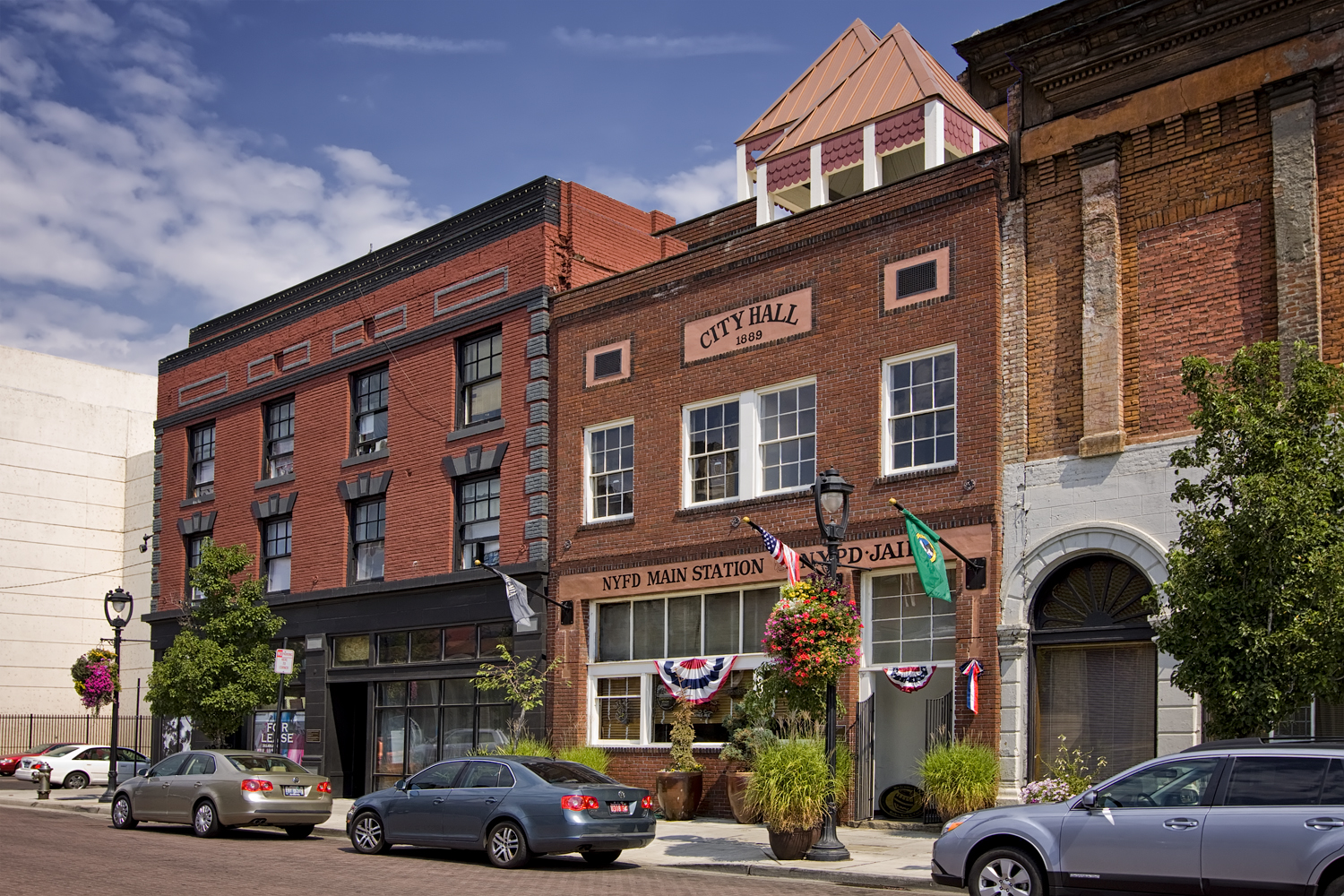
Yakimas historiska centrum.

Yakima är en stad i Yakima County i delstaten Washington i USA med nästan 100 000 invånare. Yakima är administrativ huvudort i Yakima County.
Staden ligger i den bördiga Yakima Valley, som har omfattande frukt- och grönsaksodlingar av bland annat äpplen, humle och vin.
Lewis och Clarks expedition nådde Yakimadalen 1805.
Yakima är födelseplatsen för skådespelaren och regissören Kyle MacLachlan och skidtvillingarna Phil Mahre och Steve Mahre.